# Maleatîn, Hoșcea
Maleatîn (în ucraineană Малятин) este localitatea de reședință a comunei Maleatîn din raionul Hoșcea, regiunea Rivne, Ucraina.

## Demografie
Componența lingvistică a localității Maleatîn
     Ucraineană (99,45%)
     Alte limbi (0,55%)
Conform recensământului din 2001, majoritatea populației localității Maleatîn era vorbitoare de ucraineană (99,45%), existând în minoritate și vorbitori de alte limbi.